# Az elátkozott Queen Mary
Az elátkozott Queen Mary (eredeti cím: Haunting of the Queen Mary) 2023-ban bemutatott brit horrorfilm, amelyet Gary Shore rendezett. A főbb szerepekben Alice Eve, Joel Fry, Nell Hudson, Wil Coban és Dorian Lough látható.
Először Olaszországban 2023. július 20-án, majd az Egyesült Királyságban augusztus 18-án mutatták be a mozikban. Magyarországon 2024. május 2-án jelent meg a Vertigo Média Kft. forgalmazásában.

## Cselekmény
A híres RMS Queen Mary nevű transzatlanti járat a történelem legbaljósabb luxushajója. 1938-ban, Mindenszentek estéjén egy művészcsalád száll fel a hajóra. Az átkelés során az utazás rémálommá válik, amikor az apa, David gyilkos mámorba esik, és lemészárolja az egész családját. A hajót az esemény után „elátkozott hajónak” nyilvánítják. Évekkel később a Caulder család is felszáll erre a hajóra, és a rémálom visszatér.

## Szereplők
| Szerep            | Színész               | Magyar hang           |
| ----------------- | --------------------- | --------------------- |
| Anne Calder       | Alice Eve             | Zsigmond Tamara       |
| Patrick Calder    | Joel Fry              | Papp Dániel           |
| Gwen Ratch        | Nell Hudson           | Csondor Kata          |
| David Ratch       | Wil Coban             | Makranczi Zalán       |
| Bittner           | Dorian Lough          | Végh Péter            |
| Gibson hadnagy    | Tim Downie            | Kapácsy Miklós        |
| Fred Astaire      | Wesley Alfvin         | Háda János            |
| Lukas Calder      | Lenny Rush            | Holló-Zsadányi Norman |
| Jackie Ratch      | Florrie May Wilkinson | Schmidt Karolina      |
| Caradine kapitány | Jim Piddock           | Sörös Sándor          |
| Ginger Rogers     | Maddison Nixon        |                       |
| Victor            | Angus Wright          | Varga T. József       |

### Magyar változat
- Főcím: Galambos Péter
- Magyar szöveg: Vajda Evelin
- Hangmérnök: Patkovics Péter
- Vágó: Pilipár Éva
- Gyártásvezető: Farkas Márta
- Szinkronrendező: Joó Gábor
- Produkciós vezető: Witzenleiter Kitti

A szinkront a Direct Dub Studios készítette el.

## A film készítése
Az elátkozott Queen Mary című filmet Gary Shore és Stephen Oliver írta Oliver és Tom Vaughan története alapján. A film az Imagination Design Works, a Rocket Science és a White Horse Pictures brit koprodukciójában készült. Brett Tomberlin dolgozta ki a 2013-ban először bejelentett játékfilmet. 2019 januárjában bejelentették, hogy Shore lesz a rendező. 2021 márciusára arról számoltak be, hogy Az elátkozott Queen Mary-t egy horrorfilm-trilógia első darabjaként kívánják elkészíteni, amely az RMS Queen Mary-ről, a kaliforniai Long Beachen kikötött, használaton kívüli óceánjáróról fog szólni.
A forgatás 2021 októberében kezdődött az ARRI és a Creative Technologies által létrehozott stúdióban. A forgatás az RMS Queen Mary fedélzetén zajlott novemberben.

## Bemutató
A filmet az Egyesült Királyságban a Vertigo Films forgalmazásában 2023. augusztus 18-án mutatták be korlátozott számú moziban és on-demand formában. A Vertical Entertainment adta ki az Amerikai Egyesült Államokban.